# 대한민국 제17대 대통령 선거 인천광역시
이 문서는 대한민국 제17대 대통령 선거의 인천광역시 지역 개표 결과이다.

## 개표 결과

### 중구
|  | 51.79% |

|  | 21.39% |

|  | 15.50% |

|  | 6.66% |

|  | 3.37% |

|  | 0.62% |

|  | 0.47% |

|  | 0.08% |

|  | 0.07% |

|  | 0.02% |

### 동구
|  | 47.86% |

|  | 22.40% |

|  | 17.19% |

|  | 6.76% |

|  | 4.32% |

|  | 0.72% |

|  | 0.48% |

|  | 0.09% |

|  | 0.07% |

|  | 0.04% |

### 남구
|  | 50.29% |

|  | 21.91% |

|  | 16.25% |

|  | 7.09% |

|  | 3.17% |

|  | 0.61% |

|  | 0.48% |

|  | 0.09% |

|  | 0.05% |

|  | 0.02% |

### 연수구
|  | 52.84% |

|  | 20.06% |

|  | 15.21% |

|  | 7.47% |

|  | 3.37% |

|  | 0.46% |

|  | 0.40% |

|  | 0.07% |

|  | 0.07% |

|  | 0.01% |

### 남동구
|  | 48.73% |

|  | 23.88% |

|  | 15.42% |

|  | 7.25% |

|  | 3.38% |

|  | 0.63% |

|  | 0.48% |

|  | 0.09% |

|  | 0.06% |

|  | 0.02% |

### 부평구
|  | 47.51% |

|  | 25.55% |

|  | 14.78% |

|  | 7.13% |

|  | 3.76% |

|  | 0.61% |

|  | 0.46% |

|  | 0.08% |

|  | 0.07% |

|  | 0.02% |

### 계양구
|  | 45.82% |

|  | 27.03% |

|  | 14.92% |

|  | 7.43% |

|  | 3.47% |

|  | 0.61% |

|  | 0.50% |

|  | 0.09% |

|  | 0.06% |

|  | 0.02% |

### 서구
|  | 48.21% |

|  | 25.53% |

|  | 14.40% |

|  | 6.85% |

|  | 3.66% |

|  | 0.68% |

|  | 0.47% |

|  | 0.09% |

|  | 0.05% |

|  | 0.02% |

### 강화군
|  | 60.51% |

|  | 16.90% |

|  | 13.63% |

|  | 4.07% |

|  | 2.93% |

|  | 1.06% |

|  | 0.60% |

|  | 0.10% |

|  | 0.08% |

|  | 0.07% |

### 옹진군
|  | 57.42% |

|  | 19.56% |

|  | 14.34% |

|  | 4.01% |

|  | 2.54% |

|  | 0.94% |

|  | 0.84% |

|  | 0.11% |

|  | 0.09% |

|  | 0.09% |

## 전체 결과
|  | 49.22% |

|  | 23.77% |

|  | 15.18% |

|  | 7.03% |

|  | 3.49% |

|  | 0.63% |

|  | 0.47% |

|  | 0.08% |

|  | 0.06% |

|  | 0.02% |

한나라당 이명박 후보가 49.22%의 득표율을 기록하면서 인천광역시에서 승리를 거두었다. 보수 정당으로써는 지난 14대 대선 이후 10년만에 인천광역시에서 승리를 차지했다.
대통합민주신당 정동영 후보는 23.77%의 득표율로 2위를 차지했다. 정동영 후보가 이번 선거에서 기록한 득표율은 민주당계 정당이 13대 대선이후 인천에서 기록한 가장 낮은 득표율이었다.
무소속 이회창 후보는 15.18%의 득표율로 3위를 차지했다. 이회창 후보는 수도권 중 세 지역 중 인천에서 가장 높은 득표율을 기록했다.
창조한국당 문국현 후보는 7.03%를 득표하면서 4위에 자리했다.

### 주요 후보 결과
| 지역   | 정동영 | 정동영 | 이명박  | 이명박 | 문국현 | 문국현 | 이회창 | 이회창 |
| 지역   | 득표수 | 득표율 | 득표수  | 득표율 | 득표수 | 득표율 | 득표수 | 득표율 |
| ------ | ------ | ------ | ------- | ------ | ------ | ------ | ------ | ------ |
| 중구   | 8,755  | 21.39% | 21,199  | 51.79% | 2,726  | 6.66%  | 6,347  | 15.50% |
| 동구   | 8,265  | 22.40% | 17,655  | 47.86% | 2,497  | 6.76%  | 6,343  | 17.19% |
| 남구   | 41,666 | 21.91% | 95,605  | 50.29% | 13,493 | 7.09%  | 30,906 | 16.25% |
| 연수구 | 25,170 | 20.06% | 66,280  | 52.84% | 9,380  | 7.47%  | 19,081 | 15.21% |
| 남동구 | 45,763 | 23.88% | 93,371  | 48.73% | 13,906 | 7.25%  | 29,562 | 15.42% |
| 부평구 | 65,803 | 25.55% | 122,367 | 47.51% | 18,371 | 7.13%  | 38,072 | 14.78% |
| 계양구 | 39,757 | 27.03% | 67,374  | 45.82% | 10,932 | 7.43%  | 21,942 | 14.92% |
| 서구   | 43,355 | 25.53% | 81,884  | 48.21% | 11,638 | 6.85%  | 24,462 | 14.40% |
| 강화군 | 6,166  | 16.90% | 22,075  | 60.51% | 1,488  | 4.07%  | 4,975  | 13.63% |
| 옹진군 | 1,865  | 19.56% | 5,473   | 57.42% | 383    | 4.01%  | 1,367  | 14.34% |

한나라당 이명박 후보가 인천광역시 내 전 지역에서 승리를 거두었다. 보수정당 후보가 인천광역시 전 지역에서 승리를 기록한 것은 1987년 대선 당시 노태우 후보 이후 20년 만이었다. 이명박 후보는 구도심 지역과 군 지역과 같은 보수정당 강세 지역 뿐만 아니라 민주당계 정당의 지지도가 높았던 부평구, 계양구에서도 15%p 이상의 큰 격차로 승리를 거두면서 인천광역시 내 압승을 거두었다.
대통합민주신당 정동영 후보는 전 지역에서 이명박 후보와 큰 차이가 나면서 패배했다. 정동영 후보는 부평구, 계양구, 서구 지역에서만 25% 이상의 득표율을 기록했으며 군 지역에서는 10%대 득표율에 그치면서 부진했다.
무소속 이회창 후보는 전 지역에서 3위를 차지했다. 이회창 후보는 5개 지역에서 15% 이상의 득표율을 기록했는데 동구에서 17.19%를 기록하면서 최다 득표율을 올렸다.
창조한국당 문국현 후보는 전 지역 4위를 차지했다. 군 지역에는 4%대의 득표율에 그쳤지만 구 지역에서 6% 이상의 득표율을 기록했다.

## 같이 보기
- 대한민국 제17대 대통령 선거